# Deepstaria reticulum
Deepstaria reticulum is een schijfkwal uit de familie Ulmaridae. De kwal komt uit het geslacht Deepstaria. Deepstaria reticulum werd in 1988 voor het eerst wetenschappelijk beschreven door Lerson, Madin & Harbison. 